# Jaume Policarpo
Jaume Policarpo Bodí (Albaida, 1964) és un director, escriptor i professor de teatre i de guions escènics, dissenyador d'escenografia i vestuari.
És membre fundador Bambalina Teatre Practicable, companyia de teatre de la que ha escrit els guions i n'és director artístic des de 1990. Ha impartit ponències i cursos en diverses trobades i seminaris, com l'Aula de Teatre de la Facultat de Filologia de València, l'assignatura de Direcció en l'Escola Superior d'Art Dramàtic de València, entre d'altres.
L'any 2018 va rebre un dels Premis de les Arts Escèniques Valencianes per la millor direcció escènica i millor versió de l'adaptació al teatre de titelles i d'objectes de Bambalina de La Celestina.

## Escriptura dramàtica
- 1998 Cyrano de Bergerac[6]
- 2000 Solar[6]
- 2008 ¡Hola, Cenerentola![6]
- 2009 La dona Irreal[6]
- 2012 La nòvia del Pianista[6]

## Guions escènics
- 1991 Quixot[6]
- 1993 Ulisses[6]
- 2001 Passionaria[6]
- 2007 Kiri Kraft[7]
- 2010 Carmen[6]
- 2013 Petit Pierre[6]